# Vernon (Arizona)
Pour les articles homonymes, voir Vernon.
Vernon est une census-designated place du comté d'Apache, dans l'État de l'Arizona, aux États-Unis. En 2020, elle compte une population de 126 habitants.